# أمار (اسم)
أَمَّار هو اسم علم مذكر من أصل عربي، وجاء الاسم على صيغة فعَّال، ومعناه هو من صار أميرًا والذي يكلف أو يشير بالأمر على غيره.